# Manuel Armiñán Gutiérrez
Manuel Armiñán Gutiérrez   (Benavente, 1827 - Barcelona, 14 de juliol de 1891) fou un militar i polític espanyol, senador per Cuba i Capità general de les Illes Balears durant la minoria d'edat d'Alfons XIII.
En 1843 ingressà en l'Acadèmia General Militar i en 1847 fou ascendit a subtinent d'infanteria. Va lluitar a la guerra dels matiners i en 1848 va participar en l'atac a la Plaça Mayor de Madrid. En 1857 fou destinat a Cuba, on fou ascendit a capità. Després participà en l'annexió de Santo Domingo (1860), on fou ferit, i en 1864 acompanyà al general Joan Prim i Prats en la intervenció francesa a Mèxic. Durant aquestes accions va ascendir a comandant i tinent coronel, i el 1870 arribaria a coronel. Després fou enviat novament a Cuba, on es va enfrontar a Máximo Gómez i participà en l'acció de Guásimas, mercè la qual fou condecorat. En 1874 fou ascendit a brigadier i tornà a la Península, on va participar en la tercera guerra carlina. El desembre de 1875 fou nomenat comandant general de Santa Clara i en desembre de 1876 fou ascendit a mariscal de camp i nomenat segon cap de la Capitania general de Cuba.
A les eleccions generals espanyoles de 1879 fou elegit diputat pel districte de l'Havana, escó que va revalidar a les 1881, 1884 i 1886. En 1887 fou ascendit a tinent general i nomenat president de la Junta Superior Consultiva de Guerra, alhora que era escollit senador per Pinar del Río, càrrec que va ocupar fins 1990. El 1888 fou nomenat Capità general de les Illes Balears, i durant el seu mandat va crear una comissió que va aixecar un plànol topogràfic de Palma i voltants. En juliol de 1891 va emmalaltir i es traslladà a Barcelona, on va morir poc després.